# Gwidon
Gwido, Gwidon – imię męskie pochodzenia germańskiego. Wywodzi się od słowa witu oznaczającego „drzewo”, „las” i stanowi skróconą formę germańskich imion dwuczłonowych z pierwszym członem Witu-, takich jak Widukind. Jego polskim odpowiednikiem znaczeniowym byłoby imię Lasota. Do Polski trafiło za pośrednictwem języków romańskich. Na jego podstawie powstało imię Gwisław. Forma Gwidon powstała pod wpływem łacińskim. W dokumentach polskich spotyka się formę Gwido już w 1155 roku.
Gwido i Gwidon imieniny obchodzą:
- 31 marca, jako wspomnienie opata św. Gwidona z Pomposy[1],
- 12 czerwca, jako wspomnienie bł. Gwidona z Cortony (Gwidon z Kortony)[2],
- 12 września, jako wspomnienie pokutnika i pielgrzyma św. Gwidona z Anderlechtu,
- 5 listopada, jako wspomnienie św. Gwidona Marii Confortiego.

Znane osoby o tym imieniu:
- bł. Guido z Arezzo (Gwido z Arezzo), teoretyk muzyki, mnich benedyktyński, błogosławiony katolicki
- bł. Gwidon z Montpellier, założyciel Zakonu Ducha Świętego (duchaków), błogosławiony katolicki
- św. Gwidon Maria Conforti (1865–1931), święty katolicki
- Gwidon de Dampierre (ok. 1226–1304), hrabia Flandrii i margrabia Namur,
- Gwidon de Lusignan, król Jerozolimy
- Guido de Marco
- Gwidon z Thouars, książę Bretanii od 1203 r.
- Guy Fawkes, angielski oficer, uczestnik spisku na życie króla
- Guido Adler, muzykolog austriacki
- Guido Buchwald, piłkarz niemiecki
- Guido Fubini, włoski matematyk
- Guido Henckel von Donnersmarck, pruski książę, tytularny pan Tarnowskich Gór
- Guido Holzknecht, austriacki radiolog
- Guido Landert, szwajcarski skoczek narciarski
- Gwido Langer, polski pułkownik, współtwórca sukcesu złamania Enigmy
- Guy Verhofstadt, premier Belgii
- Guido Westerwelle, niemiecki polityk
- Gwidon Wójcik (ur. 1962), polski polityk
- Gwido Chmarzyński, polski historyk sztuki, muzealnik
- Gwidon Miklaszewski, polski rysownik
- Guido Scala, włoski rysownik